# آنتونی بافو
آنتونی بافو (انگلیسی: Anthony Baffoe؛ زادهٔ ۲۵ مهٔ ۱۹۶۵) بازیکن فوتبال اهل آلمان است.
از باشگاه‌هایی که در آن بازی کرده‌است می‌توان به باشگاه فوتبال کاراکاس، باشگاه فوتبال اس‌سی فورتونا کلن، باشگاه فوتبال متس، باشگاه فوتبال فورتونا دوسلدورف، باشگاه فوتبال کلن، و باشگاه فوتبال نیس اشاره کرد.
وی همچنین در تیم ملی فوتبال غنا بازی کرده‌است.